# Barotac Nuevo
Barotac Nuevo est une municipalité de la province d'Iloilo, aux Philippines.